# Ectenessidia nigriventris
Ectenessidia nigriventris är en skalbaggsart som först beskrevs av Belon 1902.  Ectenessidia nigriventris ingår i släktet Ectenessidia och familjen långhorningar. Inga underarter finns listade i Catalogue of Life.